# Mięsień najdłuższy człowieka

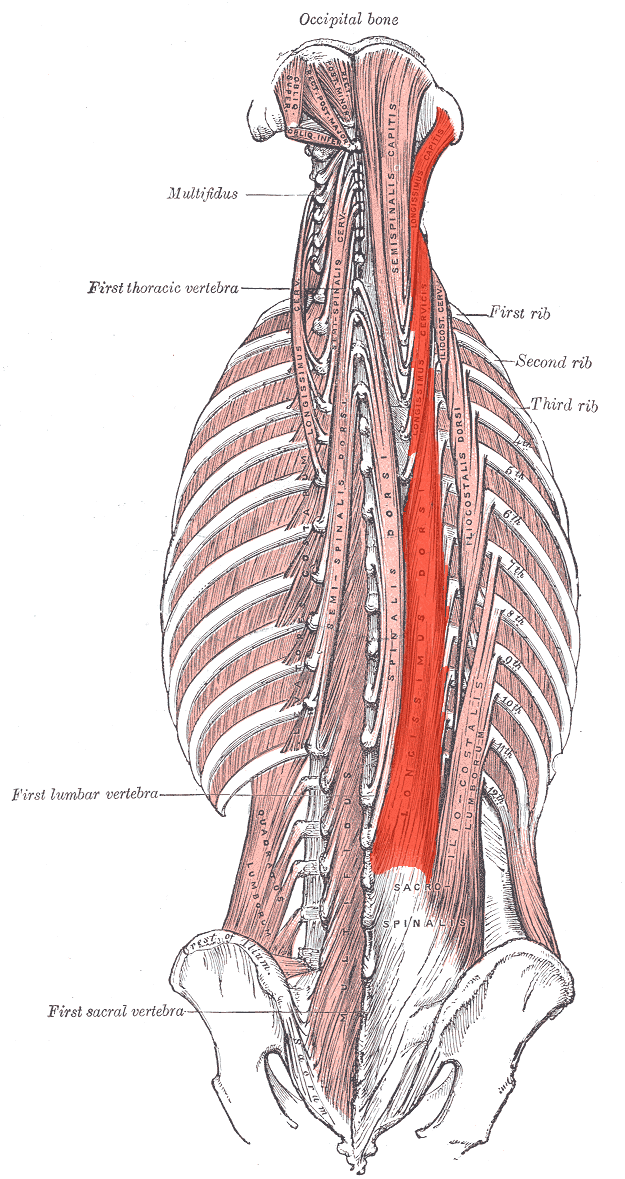
Mięsień najdłuższy oznaczony na czerwono.

Mięsień najdłuższy (łac. musculus longissimus) – w anatomii człowieka mięsień należący do grupy długich głębokich mięśni grzbietu, razem z mięśniem biodrowo-żebrowym tworzący mięsień krzyżowo-grzbietowy. Oba te mięśnie razem z mięśniem kolcowym stanowią prostownik grzbietu. 
Mięsień najdłuższy leży po obu stronach kręgosłupa w bruździe między wyrostkami kolczystymi kręgów a kątami żeber i dzieli się na trzy pasma:
- mięsień najdłuższy klatki piersiowej (łac. musculus longissimus thoracis)
- mięsień najdłuższy szyi (łac. musculus longissimus cervicis)
- mięsień najdłuższy głowy (łac. musculus longissimus capitis)[1].

Początkiem mięśnia najdłuższego klatki piersiowej jest wspólna masa mięśniowa i powierzchowna masa ścięgnista mięśnia krzyżowo-grzbietowego. Przyczepy początkowe ma też na wyrostkach poprzecznych dolnych sześciu-siedmiu kręgów piersiowych. Przyczepy końcowe ma na wyrostkach poprzecznych kręgów lędźwiowych i kątach żeber od 12 do 2 (wiązki końcowe boczne), a także na wyrostkach dodatkowych kręgów lędźwiowych i wyrostków poprzecznych wszystkich kręgów piersiowych (wiązki końcowe przyśrodkowe). Mięsień najdłuższy szyi ma przyczep początkowy na wyrostkach poprzecznych kręgów piersiowych od Th1 do Th6, a przyczep końcowy na guzkach tylnych kręgów szyjnych od C2 do C5. Mięsień najdłuższy głowy rozpoczyna się na wyrostkach poprzecznych kręgów piersiowych od Th1 do Th3 oraz kręgów szyjnych od C3 do C7. Przyczepem końcowym jest wyrostek sutkowy kości skroniowej.
Unerwiony jest przez nerwy rdzeniowe C2–L5, a unaczyniony przez gałązki grzbietowe tętnic międzyżebrowych tylnych i tętnic lędźwiowych, a także gałązki tętnicy szyjnej głębokiej i tętnicy potylicznej.
Wspólnym działaniem mięśnia najdłuższego wraz z mięśniem biodrowo-żebrowym jest prostowanie i zginanie do tyłu grzbietu, utrzymywanie równowagi tułowia w czasie chodzenia, a przy głębokim wdechu prostowanie kręgosłupa. Oprócz tego mięsień najdłuższy głowy pociąga głowę do tyłu i pochyla ją.